# Ivanóczy Ádám
Ivanóczy Ádám (Ivanóc 1756. k. – Belatinc, 1824. február 27.) római katolikus esperes plébános a Tótságban (ma a Mura- és a Vendvidék).

## Életrajza
A Vas vármegyei, ma Szlovéniában található Ivanócon (Alsószentbenedek) született, kisnemesi családban. Az Ivanóczyak eredetileg a szlovén Kobiláktól, vagy Kodiláktól erednek, akik a 18. században kaptak nemességet.
Papi pályára készült, s Győrben, illetve Grazban tanult teológiát. 1781-ben szentelték pappá. Nagyon művelt ember volt, magyaron kívül beszélte a vend nyelvet (a magyarországi szlovénok nyelvét), a horvátot és a németet is. 1782-től 1784-ig káplán volt Muraszombatban, majd 1784-től 1788-ig Pertócsán. 1788-ban nevezték ki a belatinci plébánia élére, amelyet haláláig ellátott.
A tanítványa volt többek között Kossics József író és néprajztudós, aki ifjú éveiben nála töltötte a nyarakat. Az alsólendvai felső kerületnek az esperesévé is kinevezték, s Zala vármegye táblabírája is volt. Vagyonát jótékony célokra használta fel. Egyházközségében a szegények istápolására 440 forintot, a szentmisékre 210 forintot áldozott.